# Juan Andrés

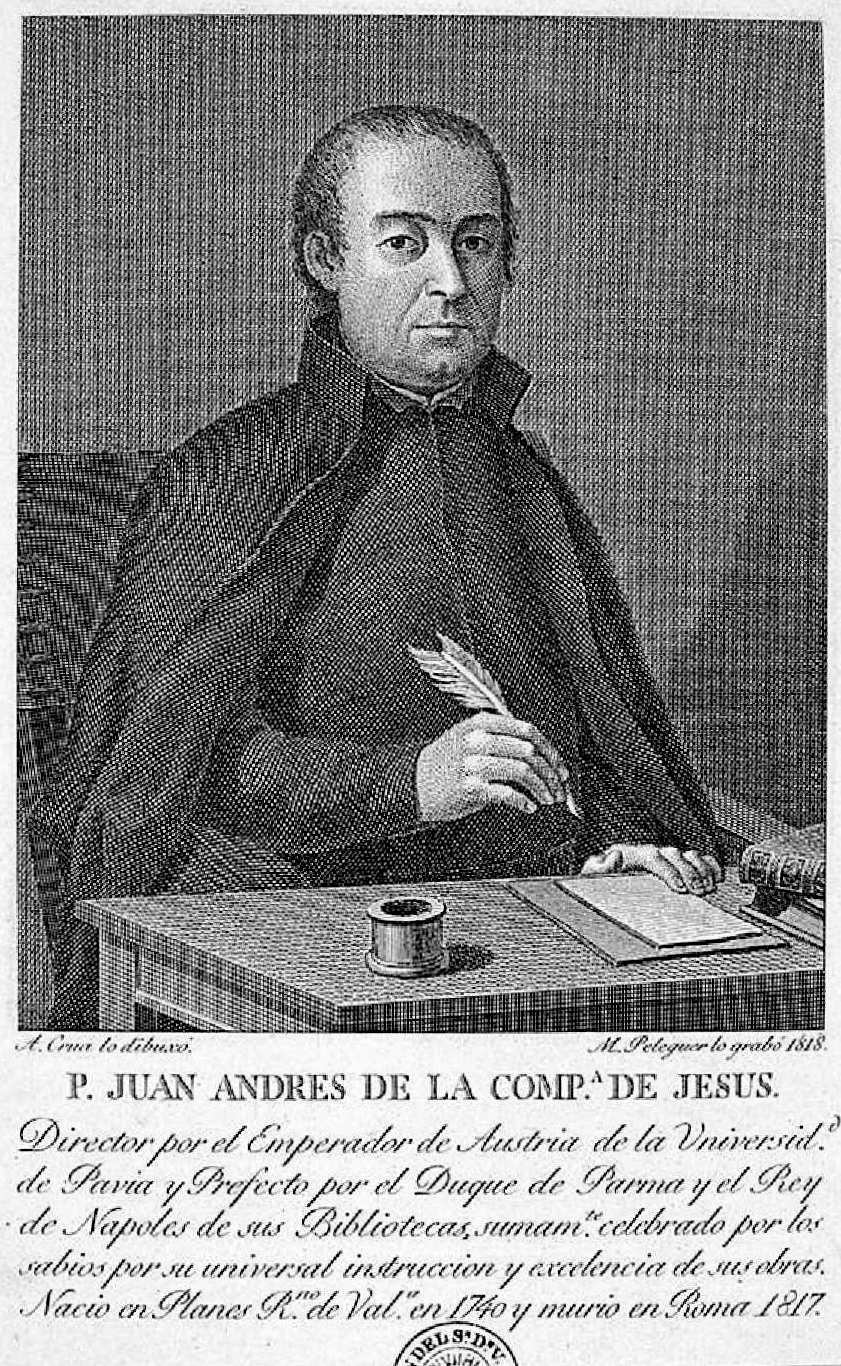
Juan Andrés (1740–1817)

Juan Andrés y Morell (* 15. Februar 1740 in Planes, Provinz Alicante; † 12. Januar 1817 in Rom) war ein spanischer  Jesuit und Aufklärer, der überwiegend in Italien wirkte. Er ist der wichtigste Autor der Spanischen Universalistenschule des 18. Jahrhunderts.

## Leben und Werk
Juan Andrés trat 1754 in Valencia in die Gesellschaft Jesu ein, studierte dort und wurde 1763 zum Priester geweiht. 1767 wurde der Jesuitenorden aus Spanien vertrieben, 1773 ganz aufgehoben. Andrés, der zeitweilig an der Universität Gandia gelehrt hatte, lebte von 1773 bis 1796 in Ferrara als Hauslehrer einer Adelsfamilie. Er arbeitete wissenschaftlich und unterhielt eine umfangreiche europaweite Korrespondenz mit den Geistesgrößen seiner Zeit. Vor Napoleon flüchtete Andrés nach Parma, später nach Neapel, wo er als Bibliothekar der Königlichen Bibliothek wirkte. Nach der Rehabilitation der Jesuiten im Jahre 1814 blieb er in Italien. 1812 wurde er zum auswärtigen Mitglied der Göttinger Akademie der Wissenschaften gewählt.
Andrés schrieb unter dem Titel „Ursprung, Entwicklung und Ist-Stand jeglicher Literatur“ in italienischer Sprache die erste Geschichte der Weltliteratur (mit ausführlicher, aber nicht ausschließlicher, Berücksichtigung der romanischen Literaturen). Er darf als Vorläufer der modernen Komparatistik gelten.
2010 schuf der Forschungsverband Grupo de Investigación Humanismo-Europa den Preis Premio Juan Andrés de Ensayo e Investigación en Ciencias Humanas.

## Werke (Auswahl)

### Geschichte der Weltliteratur
- Dell'origine, progressi e stato attuale d'ogni letteratura, 7 Bde., Parma 1782–1799 (Titel des Gesamtwerks und des ersten Bandes)
  - 2–3. Delle belle lettere
    - 2. Della poesia
    - 3. Dell'eloquenza. Della storia. Della grammatica

  - 4–5. Dell'origine, dei progressi, e dello stato attuale delle scienze naturali
    - 4. Delle matematiche. Della fisica
    - 5. Della fisica. Della filosofia

  - 6. Della teologia. Della scienza biblica
  - 7. Della giurisprudenza canonica. Della storia ecclesiastica. Indice generale
- (andere Auflage) 22 Bde., Venedig 1783–1808
- (spanisch) Origen, progresos y estado actual de toda la literatura, 8 Bde., Madrid 1884–1899; (kritische Ausgabe), unter der Leitung von Pedro Aullón de Haro hrsg. von Jesús García Gabaldón, Santiago Navarro Pastor und Carmen Valcárcel, 6 Bände, Madrid 1997–2002
  - 1. Estudio Preliminar. Historia de toda la Literatura
  - 2. Poesía
  - 3. Elocuencia. Historia. Gramática
  - 4. Ciencias Naturales
  - 5. Ciencias Naturales
  - 6. Ciencias Eclesiásticas. Addenda. Onomástica
- (französisch) Histoire générale des sciences et de la littérature depuis les temps antérieurs à l'histoire grecque jusqu'à nos jours, übers. und hrsg. von J.-E. Ortolani, Paris 1805 (nur Band 1)

### Korrespondenz
- (italienisch) Lettere familiari. Corrispondenza di viaggio dall'Italia del settecento, hrsg. von Maurizio Fabbri, 3 Bde., Rimini 2008–2010
- (spanisch) Cartas familiares (Viaje de Italia), unter der Leitung von Pedro Aullón de Haro kritisch hrsg. von Idoia Arbillaga und Carmen Valcárcel, 2 Bde., Madrid 2004 (Korrespondenz)
- (spanisch und italienisch) Epistolario de Juan Andrés y Morell (1740 - 1817), hrsg. von Livia Brunori, 2 Bde., Valencia 2006 (Korrespondenz)